# Georges Van Coningsloo
Georges Van Coningsloo (Waver, 27 oktober 1940 - Graven, 7 april 2002) was een Belgisch wielrenner.

## Belangrijkste overwinningen
1963
- Brussel-Verviers

1964
- Parijs-Brussel

1965
- 8e etappe Dauphiné Libéré
- 7e etappe Parijs-Nice
- 1e etappe Ronde van België
- GP Fourmies

1967
- Bordeaux-Parijs
- Gullegem Koerse

1969
- 2e etappe Ronde van de Oise

1972
- Flèche Hesbignonne-Cras Avernas

1971
- GP Pino Cerami

## Resultaten in voornaamste wedstrijden
| Jaar | Ronde van Italië | Ronde van Frankrijk | Ronde van Spanje |
| ---- | ---------------- | ------------------- | ---------------- |
| 1963 |                  |                     |                  |
| 1964 |                  | opgave              |                  |
| 1965 |                  | opgave              |                  |
| 1966 |                  | opgave              |                  |
| 1967 |                  |                     |                  |
| 1968 |                  |                     |                  |
| 1969 |                  |                     |                  |
| 1970 |                  |                     | opgave           |
| 1971 |                  |                     |                  |

| Jaar | Milaan-San Remo | Gent-Wevelgem | Ronde van Vlaanderen | Parijs-Roubaix | Amstel Gold Race | Luik-Bast.‑Luik | Parijs-Brussel |  | WK op de weg |  | Wereldranglijsten |
| ---- | --------------- | ------------- | -------------------- | -------------- | ---------------- | --------------- | -------------- |  | ------------ |  | ----------------- |
| 1963 |                 |               |                      | 44e            |                  | 10e             |                |  |              |  |                   |
| 1964 | 5e              |               | 5e                   |                |                  | ↑               | Goud           |  | opgave       |  | 8e (SPP)          |
| 1965 | 18e             |               | ↑                    | 10e            |                  | 12e             | 16e            |  |              |  |                   |
| 1966 |                 |               | 20e                  | 32e            |                  |                 | 23e            |  |              |  |                   |
| 1967 | 5e              | 50e           |                      | 24e            | 17e              |                 |                |  |              |  | 7e (SPP)          |
| 1968 | 25e             | 67e           | 20e                  |                |                  |                 |                |  |              |  |                   |
| 1969 | 8e              |               |                      |                |                  |                 |                |  |              |  |                   |
| 1970 | 35e             |               |                      |                |                  |                 |                |  |              |  |                   |
| 1971 |                 |               | 4e                   |                | 16e              |                 |                |  |              |  |                   |

Wielerploegen van Georges Van Coningsloo
Bosmans ·
Covens ·
De Boever ·
De Breucker ·
Decabooter ·
De Muynck ·
De Wilde ·
De Wolf ·
Deferm ·
Demaer ·
Demunster ·
Haelterman ·
Haleydt ·
Ivens ·
Janssens ·
Joosen ·
Lelangue · 
Lykke ·
Proost ·
Scherens ·
Schreel ·
Scrayen ·
Seneca ·
Severeyns ·
Seynaeve ·
Sterckx ·
Stevens ·
Storms ·
Van Aerde ·
Van Coningsloo (vanaf 28/03) ·
Van Damme ·
Van De Kerckhove · 
Van Den Bossche ·
Van Steenbergen ·
Vanderbist ·
Wouters
Arze ·
Beaufrère ·
Bocquillon ·
Bölke ·
Bracke ·
Daems ·
Duez ·
Forestier ·
Gabard ·
Giscos ·
Gonzales ·
Hamon ·
Jankowski ·
Kunde ·
Le Hec ·
Le Mellec ·
Le Menn ·
Lepolard ·
Mahé ·
Mastrotto ·
Mathy ·
Mertens ·
Nédélec ·
Niel ·
Paris ·
Pingeon ·
Ruby · 
Seyve ·
Simpson ·
Valdois ·
Van Coningsloo ·
Vera ·
Wolfshohl
Arze ·
Bazire ·
Bölke ·
Bracke ·
Chainniaux ·
Charruau ·
Daems ·
Delattre ·
Delisle ·
Descombin ·
Duez ·
Dumont ·
Forestier ·
Gaignard ·
Guimbard ·
Hamon ·
Jacquemin ·
Kubacki ·
Le Hec ·
Le Mellec ·
Le Menn ·
Letort ·
Mertens ·
Nédélec ·
Niel ·
Pamart ·
Paris ·
Pingeon ·
Ramsbottom ·
Raymond · 
Raynal ·
Remon ·
Scob ·
Seyve ·
Simpson  ·
Soler ·
Valdois ·
Van Coningsloo ·
Zimmermann
Bayssière ·
Bazire ·
Bölke ·
Bracke ·
Charruau ·
Daunat ·
Delisle ·
Duez ·
Dumont ·
Gaignard ·
Godelle ·
Großimlinghaus ·
Grosskost ·
Hamon ·
Kunde ·
Le Mellec ·
Le Menn ·
Lescure ·
Letort ·
Merckx ·
Mertens ·
Morn ·
Nédélec ·
Niel ·
Pamart ·
Paris ·
Pingeon ·
Ramsbottom ·
Raymond · 
Raynal ·
Remon ·
Scob ·
Simpson  ·
Spriet ·
Van Coningsloo ·
Zimmermann
Bayssière ·
Bölke ·
Bracke ·
Daunat ·
Delisle ·
Desvages ·
Dumont ·
Frennet ·
Gruchet ·
Hill ·
Holst ·
Johanns ·
Karstens ·
Letort ·
Mathy ·
Morn ·
Nijdam ·
Notaerts ·
Pingeon ·
Rabaute ·
Raymond · 
Samy ·
Van Der Linde ·
Van Coningsloo ·
Vandenbergh ·
Verstrepen ·
van der Vleuten · 
Zimmermann
Bayssière ·
Bölke ·
Bouloux ·
Bracke ·
Daunat ·
Delisle ·
Desvages ·
Dierickx ·
Dumont ·
Grenier ·
Jacob ·
Karstens ·
Letort ·
Martelozzo ·
Monty ·
Parenteau ·
Pinazzo ·
René Pingeon ·
Roger Pingeon ·
Quesne ·
Rabaute ·
Raymond · 

Samy ·
Schoeters · 
Van Der Linde ·
Van Coningsloo ·
Vandenbergh
Besnard ·
Bilsland ·
Bouloux ·
Bracke ·
Danguillaume ·
Daunat ·
Delisle ·
Dumont ·
Gay ·
Karstens ·
Letort ·
Martelozzo ·
Parenteau ·
Pingeon ·
Quesne ·
Raymond ·
Rouxel ·
Schoeters · 
Thévenet ·
Tschan · 
Van Der Linde ·
Van Sweevelt ·
Van Coningsloo
Antheunis ·
Barras ·
Basso ·
Bellini ·
Bruyère ·
Castelletti ·
Deschoenmaecker ·
Favaro (vanaf 01/04) ·
Huysmans ·
Merckx  ·
Mintjens ·
Santambrogio ·
Spruyt ·
Stevens ·
Swerts ·
Tosello ·
Tumellero ·
Van Coningsloo ·
Van Den Bossche ·
Van Der Linden ·
Van Lint ·
Van Schil ·
Vanspringel ·
Wagtmans
Barras ·
Bellini ·
Bruyère ·
Deschoenmaecker ·
Huysmans ·
In 't Ven ·
Lievens ·
Merckx  ·
Mintjens ·
Spruyt ·
Swerts ·
Tosello ·
Tumellero ·
Van Coningsloo ·
Van Den Bossche ·
Van Der Linden ·
Van Schil ·
Vanspringel ·
Van Vlierden